# 関矢孫左衛門
関矢 孫左衛門（せきや まござえもん、1844年3月12日（弘化元年1月24日） - 1917年（大正6年）6月21日）は、明治時代の政治家、銀行家、実業家。衆議院議員（1期）。北海道開拓者。号・道菴、北海道人。

## 経歴と越後の活動
越後国刈羽郡新道村（新潟県刈羽郡日高村、高田村を経て、現柏崎市新道）出身。飯塚七十郎の子として生まれ、1858年（安政5年）魚沼郡並柳新田（新潟県北魚沼郡並柳村、下条村、広瀬村、広神村を経て現魚沼市）の関矢家の養子となった。戊辰戦争では居之隊に属して新政府軍とともに各地に転戦した。西南戦争にも従軍した。
1870年（明治3年）帰郷後、大区長に就任。のち三等警部、地租改正御用掛、北魚沼郡長兼南魚沼郡長を歴任する。1882年（明治15年）12月に結成された魚沼立憲改進党に中心人物として参画した。1890年（明治23年）7月の第1回衆議院議員総選挙では新潟県第7区から出馬し当選。衆議院議員を1期務めた。
さらに第六十九国立銀行を創立し同頭取に就任した。ほか、明訓校を創立、北海道開拓にも関与し、北越植民社を創立し社長を務めた。

## 北海道開拓
明治天皇や大橋一蔵の北海道開拓の志に影響された孫左衛門は、1886年（明治19年）1月に北越殖民社の創立者の1人となり出資者になった。初代社長の大橋一蔵は孫左衛門より先発し、江別太（現在の江別市）に拠点を設けて越後村とした。
7月に孫左衛門はここに入り、大いに開拓の可能性を感じた。移住する気もあったが、越後北魚沼郡長などを辞めるわけにも行かず、新潟に引き上げた。
大橋一蔵は、伊達家家臣が拓いた伊達屋敷周辺の伊達屋敷通りも開拓を進めていたが、東京で馬車に轢かれて事故死した。
このため、孫左衛門は北魚沼郡長、長岡六十九銀行頭取、明訓校校長の重職を捨て、第二代北越殖民社社長に就任、北海道開拓に尽くすことになった。
1889年（明治22年)2月に大日本帝国憲法が発布されて、帝国議会の設置が決まり、地域の代表として衆議院議員に当選した。
よって、江別太ー野幌の開拓との二足の草鞋となり北海道と国会を往復する多忙な日々を送った。
議会が解散して後、立候補せずに開拓に力を注いだ。原始林の保存を北海道庁に押しかけて要求を通した。
また、石狩川の氾濫で大損害を出したりしたが、野幌の開拓に成功した。
1913年（大正2年）4月、庭園を築き千古園とした。
4年後の1917年（大正6年）6月21日死去。行年74歳。
荼毘に付されて遺骨は新潟県魚沼市の関矢家に埋葬された。

## 著作
- 山田賢象編『道菴遺稿』乾、関矢孫一、1926年。
- 山田賢象編『道菴遺稿』坤、関矢孫一、1926年。

## 伝記
- 柏崎ふるさと人物館『北海道の開拓者原生林保存の功労者・関矢孫左衛門』柏崎ふるさと人物館、2003年。
- 磯部定治『関矢孫左衛門：情熱の人』新潟日報事業社、2007年。
- 石村義典『評伝関矢孫左衛門』関矢信一郎、2012年。

## 親族
- 長男 関矢橘太郎（衆議院議員）[6]